# Elia Kazan
Elia Kazan (7. september 1909 – 28. september 2003) var en amerikansk teater- og filminstruktør.
Elia Kazancıoğlu blev født i Konstantinopel. Hans familie udvandrede til USA i 1913. Han var medlem af USA's kommunistiske parti i 1934-36. Under McCarthyismens antikommunistiske forfølgelser omkring 1950 blev Kazan indkaldt som vidne for House Un-American Activities Committee, hvor han vidnede mod nogle af sine kolleger i filmbranchen. Dette blev aldrig glemt og tilgivet af alle, så da Kazan i 1999 modtog en æresoscar reagerede mange negativt eller køligt.
Kazan instruere flere skuespil af Tennessee Williams, og senere deres filmversioner.

## Udvalgte film
- Mand og mand imellem (Gentleman's Agreement) (1947)
- Omstigning til Paradis (A Streetcar Named Desire) (1951)
- I storbyens havn (On the waterfront) (1954)
- Øst for paradis (East of Eden) (1955)
- Feber i blodet (Splendor in the Grass) (1961)
- Amerika, Amerika (America, America) (1963)